# Андора на Летњим олимпијским играма 1984.
Андори је учешће на Олимпијским играма 1984. у Лос Анђелесу, било треће на Летњим олимпијским играма. На ове игре Олимпијски комитет Андоре је послао двојицу спортиста који су се такмичили у једном спорту. Спортисти Андоре нису освојили ниједну медаљу. 
На свечаном отварању заставу Андоре носио је Хуан Томас који се такмичио у стрељаштву.

## Учесници по дисциплинама
| Спорт      | Мушкарци | Жене | Укупно |
| ---------- | -------- | ---- | ------ |
| Стрељаштво | 2        | 0    | 2      |
| Укупно(1)  | 2        | 0    | 2      |

## Резултати по дисциплинама

### Стрељаштво

#### Мушкарци
| Стрелац         | Дисциплина | Резултат | Место    | Белешка |
| --------------- | ---------- | -------- | -------- | ------- |
| Francesco Gaset | Трап       | 179      | 27-29/70 |         |
| Хуан Томас      | Трап       | 180      | 26-27/70 |         |